# Gentianella cerrateae
Gentianella cerrateae är en gentianaväxtart som beskrevs av Fabris. Gentianella cerrateae ingår i släktet gentianellor, och familjen gentianaväxter. Inga underarter finns listade i Catalogue of Life.